# 90 av. J.-C.
Cette page concerne l'année 90 av. J.-C. du calendrier julien proleptique.

## Événements
- 12 novembre 91 av. J.-C. (1er janvier 664 du calendrier romain) : début à Rome du consulat de Lucius Julius Caesar et Publius Rutilius Lupus. Lucius Julius Caesar est envoyé contre les Samnites et Rutilius Lupus contre les Marses avec Caius Marius comme légat[1].
- Hiver 91-90 av. J.-C. : les habitants d'Ausculum massacrent les Romains établis chez eux pour se venger des mauvais traitements que leur inflige le propréteur Servilius et son légat Fonteius. La guerre sociale (Marsique) éclate ouvertement entre Rome et les Italiens (fin en 88 av. J.-C.)[2]. Formation des confédérations des Marses et des Samnites en Italie centrale. Le préteur des Péligniens Vettius Scato bat le consul Julius Caesar, qui perd 2 000 hommes, mais échoue à prendre Aesernia où se sont réfugiés de nombreux Romains chassés d’Apulie et l’assiège. Au même moment, le Samnite Marius Egnatius s’empare de Venafrum par trahison et massacre la garnison romaine. En Lucanie, Marcus Lamponius, le préteur des Lucaniens, après une série de succès et de revers, parvient à prendre Grumentum. Alba Fucens, elle aussi attaquée, résiste, bien que le Marse Publius Praesentius ait battu Perperna quand il a tenté de soulager la ville[3].
- Mars : insurrection de la Campanie[4].
  - Papius Mutilus se rend maître de Nola par trahison et enrôle les soldats romains de la garnison après avoir tué leurs officiers ; il avance le long de la côte, et prend Herculanum, Stabies, Surrentum et la colonie romaine de Salernum, puis après avoir pris le contrôle de la région de Nuceria, il échoue à prendre la forteresse d'Acerrae, qui défend la route de Capoue, principale base romaine de la région[3].

- 11 juin du calendrier romain : le consul Rutilius Lupus est vaincu et tué avec peut-être 8 000 de ses hommes dans une bataille contre les Marses conduits par Vettius Scato au bord du Tolenus, au nord de Carsoli ; Caius Marius contre-attaque et Scato se retire avec de lourdes pertes[5].
- Juillet : Quintus Servilius Caepio, qui a succédé à Rutilius, tombe à son tour dans une embuscade tendue par le chef marse Quintus Poppaedius Silo. Marius prend le commandement et avance énergiquement.
- Août : victoire du consul Julius Caesar sur les Samnites de Papius Mutilus à Acerrae, en Campanie[6].
- Octobre : le consul L. Julius Caesar fait voter par le Sénat la Lex Iulia de Civitate Latinis Danda, loi accordant une citoyenneté de base aux alliés des Romains[3].
- Novembre : Gnaeus Pompeius Strabo, légat de Rutilius, est battu sur le fleuve Tinna (Tenna) par les Italiens confédérés de Vidilicius, Titus Lafrenius et Titus Ventidius. Il se réfugie à Firmum où il est assiégé par Titus Lafrenius ; il parvient à se dégager avec l’aide de Publius Sulpicius Rufus, qui met le feu au camp italien. Lafrenius est tué et ses hommes se réfugient à Ausculum[6].

- Asie mineure : Mithridate VI, roi du Pont, envahit la Bithynie tandis que Tigrane II d'Arménie entre en Cappadoce. Les rois Nicomède et Ariobarzane, alliés de Rome, sont chassés. Ils réclament l'aide du Sénat romain qui dépêche le légat Aquilius pour les rétablir[7].
- Début du règne d'Artaxias Ier d'Ibérie (fin en 78 av. J.-C.)[8].

- Antiochos XI Philadelphe venge son frère Séleucos VI, brûlé vif, en massacrant les habitants de Mopsueste. Il se noie dans l’Oronte. Philippe règne seul en Syrie[9].
- Révolte des Salyens en Gaule transalpine, réprimée par le préteur Caelius Caldus[10].

## Naissances
- Cnaeus Cornelius Lentulus Marcellinus, homme d'État romain.
- Aulus Hirtius, homme d'État et historien romain.

## Décès
- Antiochos XI se noie dans l'Oronte.
- Denys le Grammairien, linguiste et grammairien grec.
- Parnadjom Ier, roi d'Ibérie.